# Мартен, Андре
Андре Мартен (1621, Брессюир — 26 сентября 1695, Пуатье) — французский католический богослов.
Изучал не только богословие, но и ораторское искусство, прославившись как один из лучших ораторов своего времени. С 1669 по 1675 годы преподавал философию и богословие в Анже, затем в Сомюре. Был противником иезуитов, которые, в свою очередь, обвинили его в янсенизме, что привело к изданию королевского указа о его изгнании и запрете ему вести преподавательскую деятельность. После этого Мартен уехал в Пуатье, где и умер.
Главные работы: Philosopha moralis christiana (Анже, 1653), Sanctus Augustinus (Анже, 1656, 3 тома).